# The Power of Shower
Singles
1. Mm-ma-ma
Sortie : 10 février 2008
2. Joanna (Shut Up!)
Sortie : 15 juin 2008

The Power of Shower est le premier album du personnage de Dan Bălan, Crazy Loop. L'album, sorti le 2 décembre 2007 produit par Dan Bălan, combine des genres musicaux différents, dance, rock, et les chansons sont en anglais et en roumain.

## Chansons
Toutes les chansons sont chantées par Dan Bălan, alias Crazy Loop.
| The Power of Shower | The Power of Shower                             | The Power of Shower | The Power of Shower | The Power of Shower | The Power of Shower | The Power of Shower | The Power of Shower | The Power of Shower | The Power of Shower |
| No                  | Titre                                           | Durée               |                     |                     |                     |                     |                     |                     |                     |
| ------------------- | ----------------------------------------------- | ------------------- | ------------------- | ------------------- | ------------------- | ------------------- | ------------------- | ------------------- | ------------------- |
| 1.                  | Crazy Loop (MM-MA-MA)                           | 3:35                |                     |                     |                     |                     |                     |                     |                     |
| 2.                  | Johanna (Shut Up!)                              | 3:40                |                     |                     |                     |                     |                     |                     |                     |
| 3.                  | Love Is A Simple Thing                          | 3:09                |                     |                     |                     |                     |                     |                     |                     |
| 4.                  | Uh-Ahh-Yeah                                     | 3:26                |                     |                     |                     |                     |                     |                     |                     |
| 5.                  | Famikon                                         | 2:34                |                     |                     |                     |                     |                     |                     |                     |
| 6.                  | Tango                                           | 3:28                |                     |                     |                     |                     |                     |                     |                     |
| 7.                  | Take Me Higher                                  | 3:38                |                     |                     |                     |                     |                     |                     |                     |
| 8.                  | Despre tine cânt (Part 2)                       | 4:05                |                     |                     |                     |                     |                     |                     |                     |
| 9.                  | The 24th Letter                                 | 4:43                |                     |                     |                     |                     |                     |                     |                     |
| 10.                 | Crazy Loop (MM-MA-MA) (DJ Ross Radio Club Edit) | 3:54                |                     |                     |                     |                     |                     |                     |                     |
| 11.                 | Crazy Loop (MM-MA-MA) (The Age Of Steam Remix)  | 3:20                |                     |                     |                     |                     |                     |                     |                     |
| 12.                 | Johanna (Shut Up!) (Radio Edit)                 | 3:46                |                     |                     |                     |                     |                     |                     |                     |
| 43:17               |                                                 |                     |                     |                     |                     |                     |                     |                     |                     |